# Centrum Sztuki Współczesnej Kronika

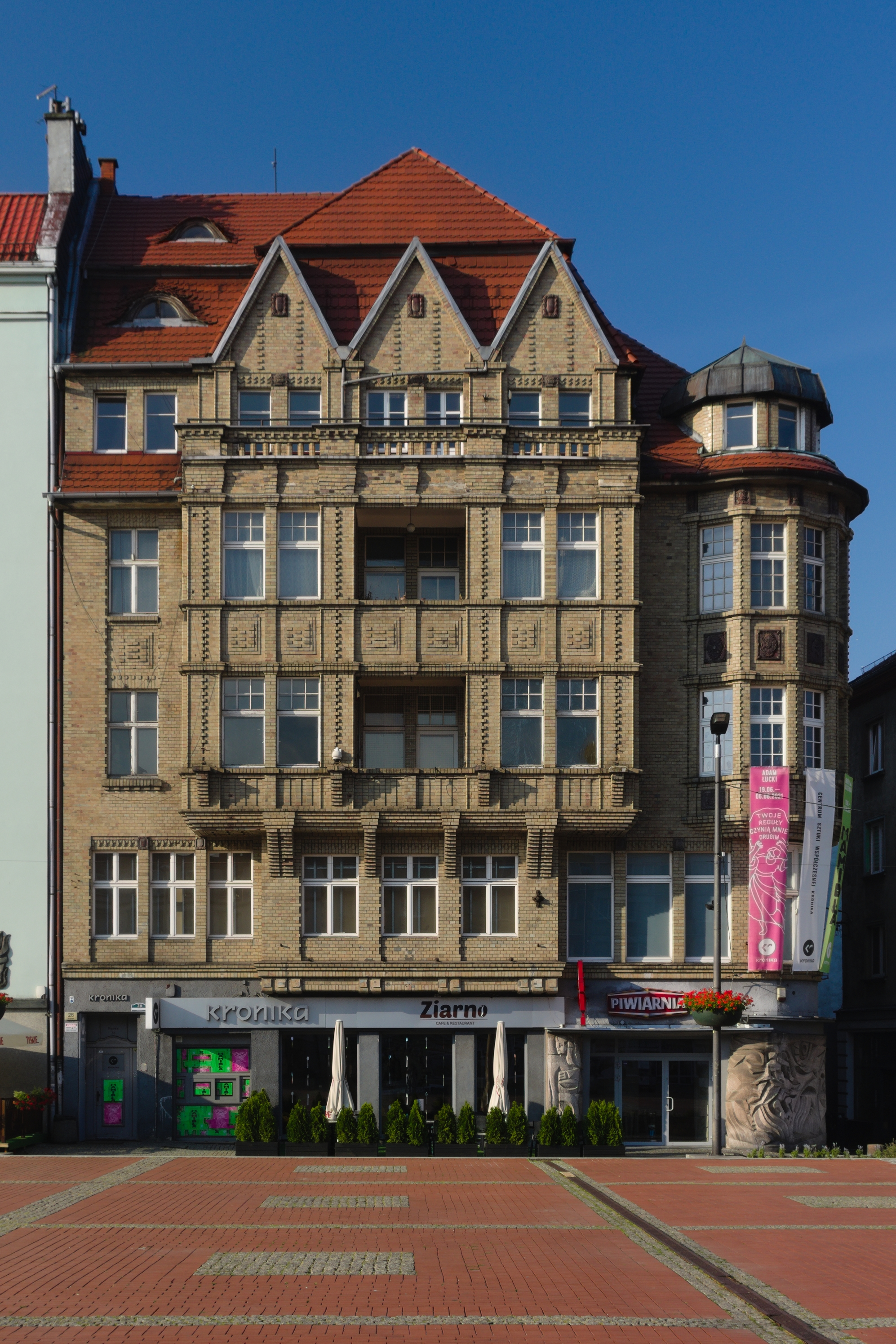
Siedziba Kroniki, Rynek 26 w Bytomiu (2021)

CSW Kronika – od 1991 do 2006 roku galeria, później centrum sztuki współczesnej mieszczące się w Bytomiu.
W latach 2006–2008 dyrektorem Kroniki był Sebastian Cichocki (1975), z wykształcenia socjolog, krytyk sztuki, kurator. Wydarzenia realizowane przez Cichockiego charakteryzowały się wysublimowanym sposobem reprezentacji. Były to zazwyczaj działania wykraczające poza modernistyczne ramy galerii sztuki i samego, tradycyjnie pojmowanego działania artystycznego. Prowadzona przez niego Galeria to przestrzeń warsztatowa, która była obszarem działań, polem poszerzania dyskursów i tworzenia znaczeń. Kronika poza tradycyjnymi wystawami (2006 Projekty Aneta Grzeszykowska / Jan Smaga; Zapiski Zofia Rydet; Architektura intymna, architektura porzucona, kuratorzy: Sarmen Beglarian, Katarzyna Burza, Małgorzata Kozioł – absolwenci Podyplomowych Studiów Kuratorskich przy IHS UJ; Bad News, kuratorki: exgirls; Opady Bogna Burska; Wystawa Monika Sosnowska) organizuje projekty w przestrzeni publicznej (2006 Herostrates według J.P. Sartre'a, Twożywo; 2005 Polska Część Śląska, Anna Niesterowicz) oraz eksperymentalne cykle muzyczne (music_for_white_cubes) i interdyscyplinarne platformy artystyczne w stylu Elektropopklub, 2005.
Kronika przygotowuje także publikacje i wydawnictwa artystyczne (S. Cichocki, D. Foks, J. Jarniewicz, Z. Libera, Co robiła łączniczka. Książka o książce, 2006; Artur Żmijewski, Drżące ciała, 2007), organizuje warsztaty (Grzegorz Sztwiertnia: meeting room, Uroczyste otwarcie głów), prowadzi działalność popularyzatorską w środowisku lokalnym. W instytucji organizowane są także rezydencje dla artystów (Anna i Adam Witkowscy / Krzysztof Topolski, 2006).
Kronika współpracuje z artystami, kuratorami i ośrodkami sztuki w Polsce i za granicą, m.in. Kunstverein/Wolfsburg, Fundacja Galerii Foksal/Warszawa, Press to Exit Project Space/Skopje, Büro Kopernikus/Berlin, Studium Kuratorskie przy IHS UJ/Kraków, thealit Frauen.Kultur.Labor/Bremen.  
W latach 2008–2017 dyrektorem programowym Kroniki był Stanisław Ruksza – historyk sztuki, kurator, wykładowca, autor tekstów. Działalność programowa skupiona była wokół tematów społeczno-ekonomicznych, kontekstów lokalnych oraz badania skutków transformacji. Kronika była jedną z pierwszych instytucji, która zaczęła zwracać uwagę na koszty i konsekwencje zmian społecznych w kontekście przestrzeni lokalnej. Do najważniejszych projektów zrealizowanych przez S. Rukszę zalicza się: Indunature (program alternatywnej turystyki na terenie Górnego Śląska, przy współpracy S. Rukszy i M. Dosia, 2009), Prace społeczne (cykl wystaw i interwencji, którego celem było ukazanie potencjału sztuki współczesnej w polu społecznym, 2012−2013), Workers of the Artworld Unite (poruszający problemy ekonomiczne artystów sztuki wizualnej w Polsce, we współpracy S. Rukszy z A. Cukierską, 2013) oraz Projekt Metropolis (kilkuletni program badawczy, oparty na rezydencjach artystycznych, podejmujący próbę stworzenia nowej ikonografii Górnego Śląska i Zagłębia Dąbrowskiego, angażujący rodzimych i zagranicznych artystów oraz mieszkańców regionu; S. Ruksza we współpracy z Ł. Trzcińskim i Fundacją Imago Mundi, 2012-2015).
Od 2017 roku dyrektor programową CSW Kronika jest Agata Cukierska – historyczka sztuki, kuratorka, autorka tekstów, dziennikarka, związana z instytucją od 2012. Program Kroniki nastawiony jest na problematykę społeczną i kładzie nacisk na popularyzację sztuki kobiet (m.in. cykl Służbówka - działania artystów ze społecznościami wykluczonymi, Ja ci życzę jak najlepiej Małgorzaty Goliszewskiej, I made a model of you Aleksandry Kubiak, wystawa zbiorowa Królowa pszczół, poruszająca sytuację ekonomiczną artystek w kontekście płci).
Od 2018 CSW Kronika wydała 8 numerów Biuletyn Kroniki (ósmy numer wydany w 2019) – elektroniczne wydawnictwo, podsumowujące wystawy organizowane w instytucji, z dokumentacjami, opracowaniami tematycznymi i wywiadami.
Od 2007 roku Kronika prowadzi program edukacyjny Świetlica Sztuki, przeznaczony dla dzieci i młodzieży. Podstawowym założeniem projektu jest stworzenie dla młodych odbiorców sztuki alternatywnej przestrzeni, ukazanie pozytywnych motywacji i możliwości rozwoju. W ramach zajęć odbywają się warsztaty aktywności twórczej (plastyczne, teatralne i filmowe), rozwijające dziecięcą wrażliwość i umiejętności, spotkania z artystami, oprowadzania dedykowane młodym widzom oraz wystawy wakacyjne, realizowane przez uczestników Świetlicy Sztuki z zaproszonymi artystami.  